# Энсинас, Рамон
Рамон Энсинас Диос (исп. Ramón Encinas Dios; 19 мая 1893, Понтеведра, Испания — 21 марта 1967, Мадрид) — испанский футболист и тренер. Тренировал такие известные испанские команды как «Валенсия» и «Реал Мадрид» и «Севилья».

## Клубная карьера
В качестве игрока Энсинас выступал за клубы «Спортинг» из Понтеведры и «Расинг» из Виго. Входил в число кандидатов на участие в Олимпийских играх 1920 года, но не попал в окончательную заявку.

## Тренерская карьера
Спустя несколько лет после окончания карьеры футболиста Энсинас стал главным тренером в клубе «Сельта». Затем тренировал ряд известных испанских клубов, среди которых «Валенсия» и «Реал Мадрид» и «Севилья», дважды становился чемпионом Испании и трижды завоевывал Кубок Испании, все эти трофеи Энсинас завоевал тренируя «Севилью» или «Валенсию», тренируя другие клубы особых успехов не добивался. Последним клубом в котором работал Энсинас, стала в 1959 году клуб «Севилья».

## Достижения
- Чемпион Испании (2): 1941/42, 1945/46.
- Обладатель Кубка Испании (3): 1935, 1941, 1948.